# Aafje Dell en Dieuwtje van Vliet

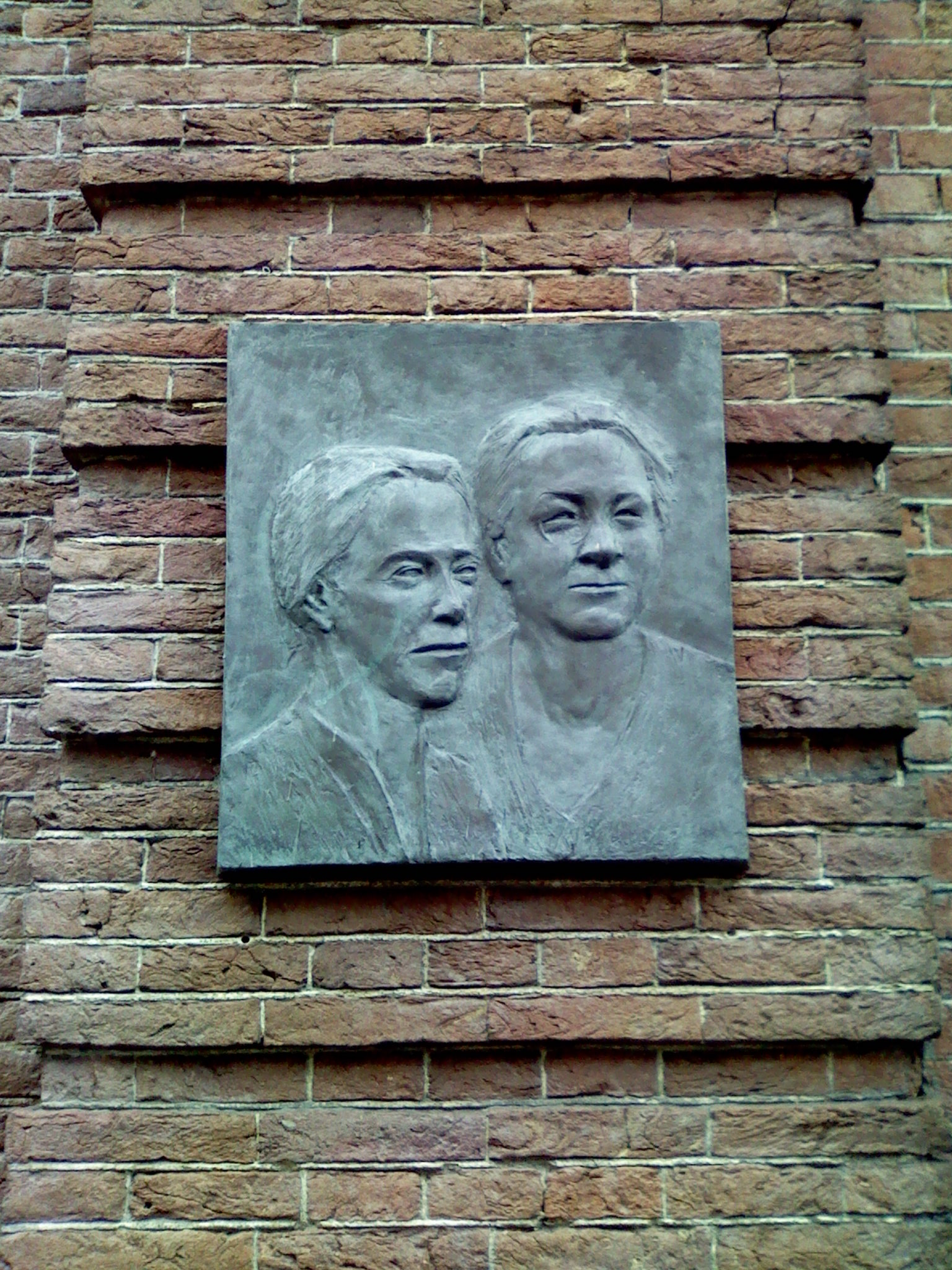
Plaquette van Dieuwtje van Vliet en Aafje Dell aan de gevel van het Drechterlandsehuis aan het Grote Oost in Hoorn

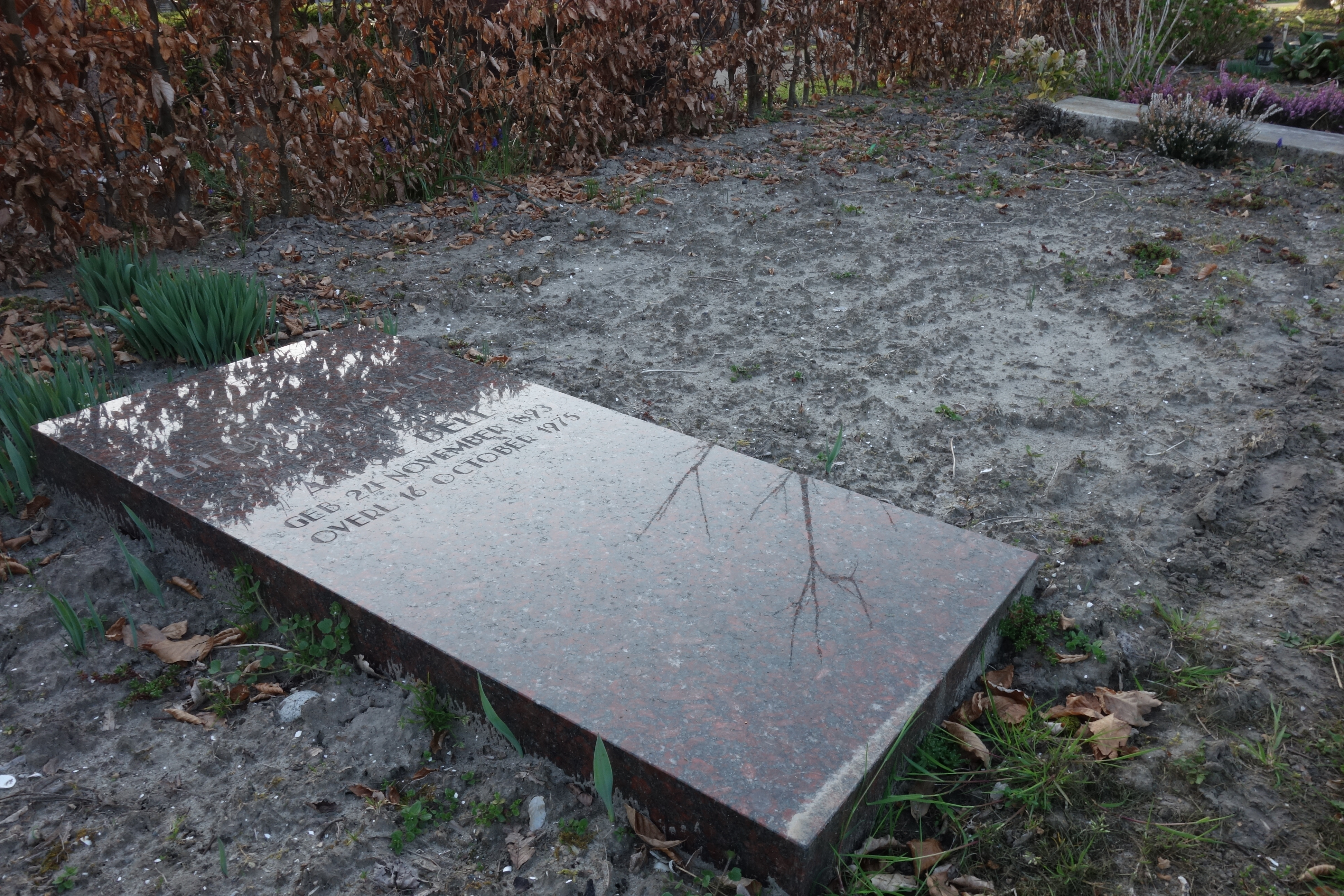
Het graf van Aafje Dell en Dieuwtje van Vliet op de Algemene begraafplaats Berkhouterweg in Hoorn

Aafje Dell en Dieuwtje van Vliet waren twee vrouwen die gedurende de Tweede Wereldoorlog in de Noord-Hollandse stad Hoorn meerdere onderduikers het leven gered hebben, door hen bij hen in huis onder te brengen. In huis werden de vrouwen aangesproken met "tante Aaf" en "tante Dieuw".
De beide vrouwen zijn door Yad Vashem onderscheiden als zijnde Rechtvaardige onder de Volkeren. Zij kregen gezamenlijk deze titel in 1971.

## Biografieën
De beide dames hingen het feministische gedachtegoed van Aletta Jacobs aan. Daarnaast waren zij beide vrijzinnig hervormd.

### Aafje Dell
Aafje (Hoorn, 24 november 1893 - 16 oktober 1975) was een meer ingetogen en slimme vrouw. Zij was onderwijzeres aan de Muntstraatschool in Hoorn en was zeer geliefd. Op de zondagen preekte zij in Hoorn, maar ook buiten de gemeente.
In december 1943 werd Dell gearresteerd, omdat zij een Joodse baby bij een collega onder had gebracht. De moeder van de baby werkte als verpleegster in het Stadsziekenhuis. De directrice had bewust een aantal Joodse vrouwen als verpleegsters aangenomen, hierdoor kon het jongetje in het Stadsziekenhuis geboren worden, maar hij kon daar niet langer blijven dan strikt noodzakelijk. Dell bracht het kind naar het onderduikadres aan de Drieboomlaan. Een van de onderduikers schreef hier later over naar zijn familie in Rotterdam, hij zette daarbij ook de afzender met adres op de enveloppe. Dell en haar collega Van den Berg werden beide op 10 februari 1944 tijdens het lesgeven door de Sicherheitsdienst gearresteerd. Dell kwam na haar arrestatie in Ravensbrück terecht. Hier werd zij meerdere keren verhoord, maar zweeg bij alle verhoren. Door te zwijgen wist zij minimaal drie keer te voorkomen dat zij in een gaskamer terecht zou komen. Op 19 april 1945 werd zij uit Ravensbrück ontslagen, waarna zij tot haar bevrijding te werk werd gesteld bij de Arbeitseinsamt. Van den Berg en de onderduikers uit zijn woning zijn na de oorlog niet meer teruggekomen. Van den Bergs vrouw dook samen met de baby onder in het nabijgelegen De Goorn. Na de oorlog konden de baby en zijn ouders herenigd worden.

### Dieuwtje van Vliet
Van Vliet (Enkhuizen, 14 april 1887 - 12 oktober 1974) was een ondernemende vrouw. Gedurende de oorlog durfde zij de Duitsers op hun nummer te zetten. Omdat zij geen dominee kon worden volgde Van Vliet een opleiding tot godsdienstonderwijzeres.
Van Vliet verhuisde gedurende de afwezigheid van haar vriendin naar het adres Rode Steen 13, achter het Wilson Theater. Daar zorgde zij voor de drie Joodse onderduikers uit de oude woning. Op 24 maart 1945 deed de SS een inval in haar nieuwe woning, twee van de drie onderduikers konden via het dak ontsnappen. Zij vluchtten naar het Stadsziekenhuis waar zij hulp kregen van de directrice. Van Vliet en haar huishoudster werd naar Amsterdam gebracht voor ondervraging. Op 14 april werden zij vrijgelaten waarna de twee lopend naar huis terugkeerden.

## Tweede Wereldoorlog
Gedurende de bezetting door de Duitsers woonden Dell en Van Vliet in het conciërgehuis achter Grote Oost 6, het Drechterlandsehuis. Het voorhuis aan het Grote Oost was in november 1942 door de bezetters geconfisqueerd en werd door de Wehrmacht gebruikt, terwijl de twee vrouwen in het achterhuis bleven wonen. Zij hielden gedurende de oorlog drie Joodse mannen en vier onderduikers op de bovenverdieping van hun woning verborgen. Daarnaast hebben zij nog zeker 20 anderen met hulp van Odile Moereels, de directrice van het Stadsziekenhuis, geholpen. De vier onderduikers waren ondergedoken omdat zij onder andere niet aan de arbeidsdienst deel wilden nemen. In de periode dat Dell naar aanleiding van haar arrestatie in een concentratiekamp zat, werden de drie Joodse onderduikers elders ondergebracht. Drie andere onderduikers waren in de periode bij hun familie op bezoek (wegens Kerst en Oud en Nieuw) en een ander zat al een tijd ondergedoken bij zijn familie elders in Hoorn. Van Vliet werd niet gearresteerd en verhuisde tot na de bevrijding naar de bovenwoning van een pand aan de Rode Steen. Vrij snel na de verhuizing verborg zij er twee Joodse broers.

## Na de oorlog
Op 8 mei 1995 besloot de Vereniging Oud Hoorn om de gemeente Hoorn te vragen: te herstellen wat naar haar opvatting destijds ten onrechte is nagelaten. De gemeente had tot 1995 geen enkele vorm van dank gegeven aan Dell, Van Vliet en Stadsziekenhuisdirectrice Moereels. De vereniging gaf zelf aan dat er drie opties waren als eerbetoon: straatnaamgeving, of een eenvoudig standbeeld of een plaquette aan het pand Grote Oost 6. De gemeente heeft uiteindelijk gekozen voor een plaquette aan de gevel van het Drechterlandse Huis. Ook de toenmalige eigenaar, Waterschap Westfriesland, had waardering voor het plaatsen van een herinneringsplaquette en betaalde een deel van de kosten voor het kunstwerk. De bronzen plaquette werd gemaakt door Thea van Lier. De plaquette werd onthuld op 3 mei 1996. Bij de onthulling waren de laatste twee overlevende onderduikers aanwezig.